# Buddleja sessiliflora
Buddleja sessiliflora o lengua de vaca es una especie de arbusto perteneciente a la familia de las escrofulariáceas. Es nativa del sur de Arizona y el bajo valle del Río Grande de Texas, en los Estados Unidos, así como gran parte del centro y norte de México excluyendo el desierto de Chihuahua y Baja California Sur.

## Descripción
B. sessiliflora es un arbusto o árbol pequeño que alcanza un tamaño de 1.5 - 5 m de altura, el tronco alcanza <7 cm de diámetro, su corteza fisurada es de color marrón amarillento. Las ramas jóvenes son subquadrangulares, amarillentas, los más apartadas tomentosas. Las hojas varían mucho, los que están en la base, ovales de 9 - 23 cm de largo por 5 - 14 cm de ancho, el margen aserrado , mientras que las hojas superiores son lanceoladas o angostamente elípticas, 5 - 15 cm de largo por 1,5 - 3 cm de ancho, el márgenes enteros o irregularmente serrulados. Las superficies superiores de ambos son generalmente glabrescentes. Las inflorescencias son de 6 - 25 cm de largo, que comprende sésiles o corto pedunculados cabezales de 1 - 3 cm de diámetro, cada uno con 10 a 35 flores. El aroma de las flores es generalmente considerado como desagradable, "como amoníaco pero más dulce".

## Hábitat
El arbusto crece en la sabana espinosa, los bosques, las zonas ribereñas , a lo largo de los caminos y en zonas perturbadas desde el nivel del mar hasta los 2800 m.

## Cultivo
La especie es conocida por ser cultivada en Francia en el Le Jardin de Rochevieille.

## Propiedades
Esta planta se recomienda principalmente para bajar la temperatura, fiebre o calentura. En Morelos usan las hojas frescas aplicadas con carbonato y tomate a manera de plantillas, deben cambiarse periódicamente; o bien, las hojas untadas con manteca y bicarbonato, se aplican en el vientre y en la planta de los pies, dicen que "las hojas salen achicharradas". En el Estado de México, colocan las hojas picadas en alcohol o manteca, y con esto se da masaje en las plantas de los pies, posteriormente se vendan. En Michoacán solo se mezclan con manteca y la aplican como cataplasma.
Se utiliza en desórdenes digestivos como bilis, dolor, infección e inflamación del estómago y para quitar el calor de éste. También se emplea para dolor de garganta y anginas (garganta infectada, calentura, escalofrío y cuerpo cortado).
Historia
El Códice Florentino (siglo XVI), relata que se emplea, para aliviar el cuello envarado al aplicarse en forma molida.
Más información aparece hasta el siglo XX al señalarla Maximino Martínez como astringente y vulnerario.

## Taxonomía
Buddleja sessiliflora fue descrita por Carl Sigismund Kunth y publicado en Nova Genera et Species Plantarum (quarto ed.) 2: 345, pl. 182. 1818.
Etimología
Buddleja: nombre genérico otorgado en honor de Adam Buddle, botánico y rector en Essex, Inglaterra.
sessiliflora: epíteto latino que significa "flores sin tallo".
Sinonimia
- Buddleja barbata Kunth & C.D.Bouché
- Buddleja melliodora Kunth & C.D.Bouché
- Buddleja pringlei A.Gray
- Buddleja pseudoverticillata M.Martens & Galeotti
- Buddleja verticillata Kunth
- Buddleja verticillata Sessé & Moç.
- Buddleja wrightii B.L.Rob.[9]